# Heinrich Siesmayer

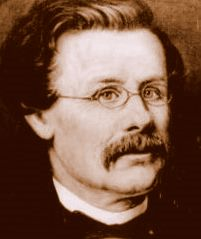
Franz Heinrich Siesmayer (1817–1900)

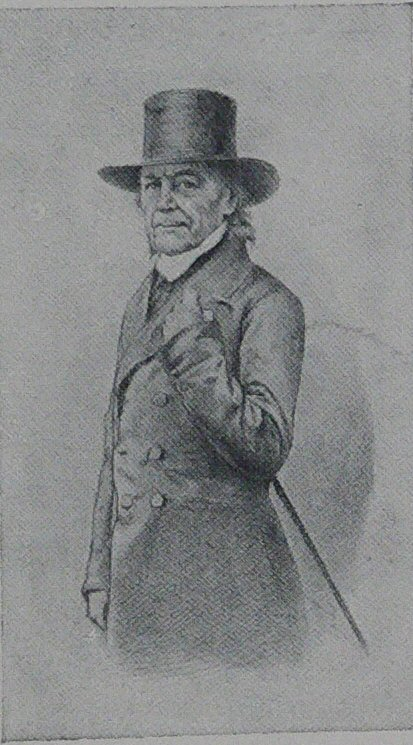
Sebastian Rinz (1782–1861)

Franz Heinrich Siesmayer (* 26. April 1817 auf dem Sande bei Mainz, Hessen; † 22. Dezember 1900 in Frankfurt am Main) war ein deutscher Gärtner, Handelsgärtner und Gartenarchitekt, der unter anderem als der Schöpfer des Frankfurter Palmengartens gilt. 

## Leben

Katalog Gebrüder Siesmayer

Heinrich Siesmayer wuchs im Rhein-Main-Gebiet in Mainz, Wiesbaden, Offenbach und Groß-Karben auf und machte im Jahre 1832 eine Lehre bei den aus München stammenden und seit 1806 in Diensten der Freien Stadt Frankfurt stehenden Gärtnern Sebastian und Jakob Rinz, die in Wiesbaden (Stadtschloss), Biebrich (Schloss) und in Frankfurt Aufträge ausführten.
Seit 1837 hatte der Vater Jakob Philipp Siesmayer aus Niederselters ein Anwesen in Bockenheim bei Frankfurt gepachtet. Hierher zog 1840 Heinrich Siesmayer, um gärtnerische Arbeiten anzubieten. Mit seinem aus England zurückgekehrten älteren Bruder Nikolaus kaufte er die Liegenschaft und nahm den Vater, bis zu dessen Tod 1866, mit in das Geschäft „Gebrüder Siesmayer“ auf. Nikolaus leitete die Pflanzkulturen, Heinrich widmete sich der Pflege von Herrschaftsgärten und bildete sich langsam zum Gartenkünstler aus. Von den Gebrüdern Siesmayer wurden der Palmengarten, der Kurfürstenplatz in Bockenheim, der Friedhof in der Ginnheimer Landstraße, der Garten des Lersner'schen Schlosses in Nieder-Erlenbach und vor allem der große Bad Nauheimer Kurpark angelegt. Für diese Arbeit wurde er zum Bad Nauheimer Ehrenbürger und zugleich zum Hofgarteningenieur und Hoflieferanten der hessischen Großherzöge ernannt. Dr. Heinrich von Brunck, Vorstandsvorsitzender der BASF, beauftragte die Gebrüder Siesmayer mit der Planung und Ausführung seines Schlossparks in Kirchheimbolanden, immer noch einer der schönsten Naturgärten Südwestdeutschlands.

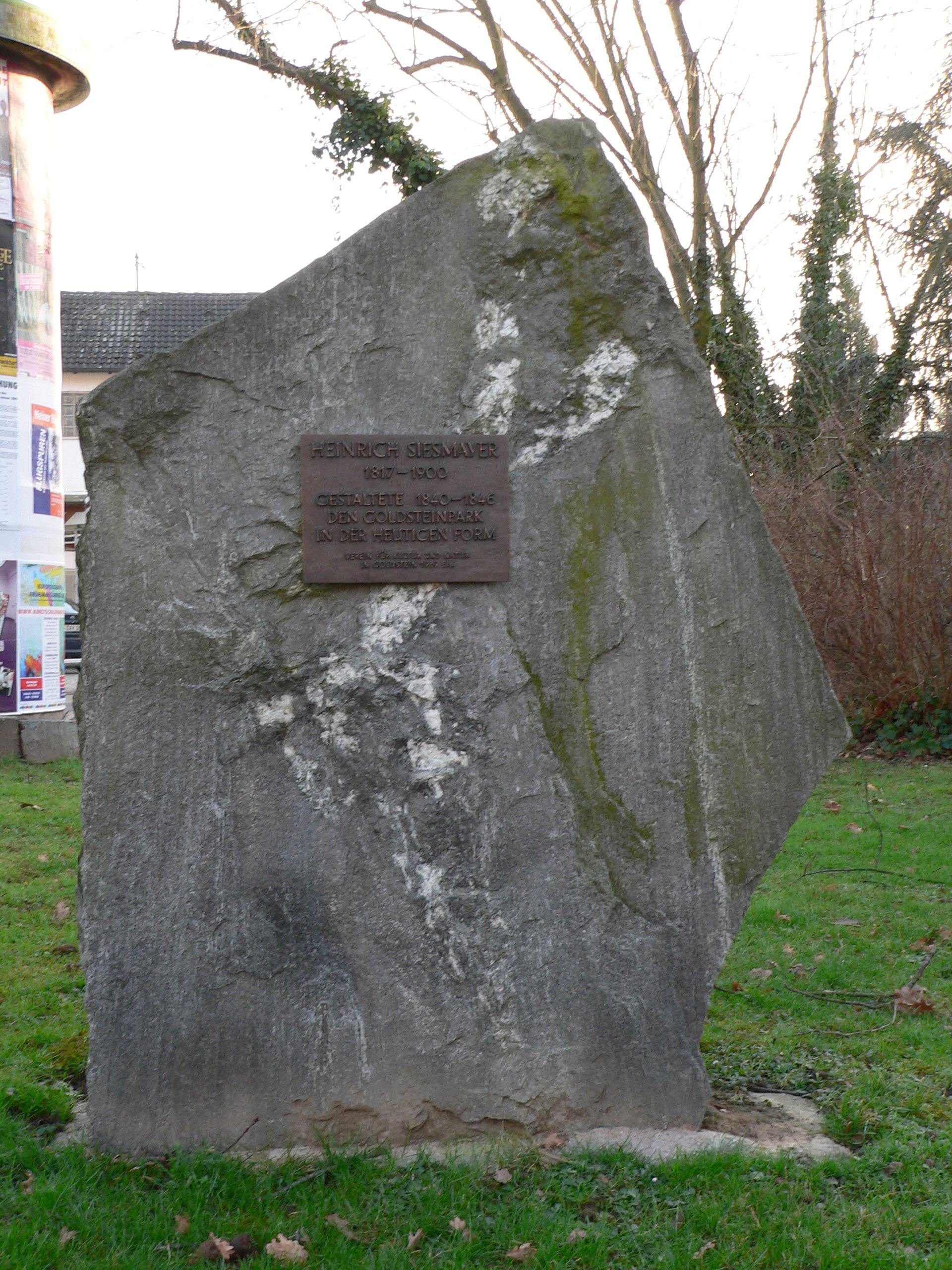
Gedenkstein in Frankfurt-Goldstein

Als nach dem österreichisch-preußischen Krieg im Jahre 1866 Frankfurt und das Herzogtum Nassau von Preußen annektiert wurden, verkaufte Herzog Adolph von Nassau die in seinem Privatbesitz verbliebene Pflanzensammlung zusammen mit den umfangreichen Gewächshäusern und weltberühmten Wintergärten. Aus dem Exil konnte er sie nicht mehr intensiv betreuen und war gezwungen diese aufzulösen. Heinrich Siesmayer, der zuvor auch viele Parks in Mannheim mitgestaltet hatte, wurde mit der Auflösung seiner Sammlung beauftragt. Siesmayer gelang es, die Frankfurter Gesellschaft für den Pflanzenankauf und eine Idee eines Wintergartens zu gewinnen. Im Frühjahr 1868 konnte er schließlich den Verein zur Förderung des öffentlichen Verkehrslebens für den Ankauf der Pflanzen aus den Gewächshäusern der Biebricher Gärten interessieren. In dieser Zeit reiste Heinrich Siesmayer mit Mitgliedern des Planungsausschusses durch Frankreich, Belgien und England, um Anregungen für sein Vorhaben zu sammeln. Am 6. Mai 1868 bildete sich ein Komitee zum Erwerb des Biebricher Wintergartens, und dieses Datum gilt auch als der Gründungstag des Frankfurter Palmengartens, dessen erster Direktor er von 1868 bis 1886 war. 1877 gestaltete Siesmayer auch den Rothschildschen Grüneburgpark. Nach seinen Plänen wurde zwischen 1892 und 1903 auch der Luisenpark Mannheim angelegt. Der ursprüngliche Entwurf von Siesmayer besteht nur noch in Teilen im unteren Luisenpark. Der obere Luisenpark wurde zur Bundesgartenschau 1975 völlig verändert. Der Park gilt heute als einer der schönsten Parkanlagen Europas.
Im Jahre 1888 erstellte Heinrich Siesmayer sein Testament mit weitreichenden Folgen. 1892 verfasste er ein Buch unter dem Titel Aus meinem Leben. Siesmayer ist auf dem Neuen Bockenheimer Friedhof begraben. Die Auswirkungen des Ersten Weltkrieges führten auch sein Unternehmen rasch zum wirtschaftlichen Zusammenbruch. In Bad Nauheim konnte sich sein Sohn Philipp Siesmayer noch bis zu seinem Tode 1935 als fachlicher Berater betätigen.
Siesmayer war Mitglied der Krieger-Kameradschaft Frankfurt und war meist verantwortlich für den Saalschmuck bei offiziellen Feiern der Kameradschaft.

### Bewertung
Heinrich Siesmayer gilt als großer Kunst- und Handelsgärtner an der Wende zwischen einem feudal-privatwirtschaftlichen und bürgerlich-kommunalwirtschaftlichen Zeitalter. Außer den Parkanlagen in Bad Nauheim schuf er die Parkanlagen in Bad Homburg vor der Höhe und Wiesbaden. Auch der Park des Kempinski-Hotels Falkenstein wurde von ihm gestaltet und ist inzwischen nach seinen ursprünglichen Plänen restauriert worden.

## Familie
Heinrich Siesmayer hatte mit seiner Frau Elisabeth „Elise“ Siesmayer, geb. Klees (21. Oktober 1838 – 11. Februar 1872; nach ihr ist der Elisabethenhain in Bad Vilbel benannt) neun Töchter und drei Söhne, darunter Ferdinand Xaver Siesmayer (1868–1944), der für den kaufmännischen Part in der Firma Gebr. Siesmayer verantwortlich war, Josef Anton Siesmayer (1866–1940), der für die Pflanzenkulturen zuständig gewesen wäre, allerdings schon 1902 aus dem Unternehmen ausschied und Philipp Siesmayer (1862–1935), der den gestalterischen Teil übernahm.
Sein Enkel Heinrich Siesmayer (1895–1965; Philipp Siesmayers Sohn) heiratete Edith Dannhof (1906–2001), eine Tochter des Frankfurter Stadtdirektors Adolf Dannhof (1880–1956) und Nachkomme des Grossherzoglichen Hofinstrumentenmachers Carl August Müller (1804–1870).
Der Hofgartendirektor des Taurischen Gartens in Sankt Petersburg, Karl Friedrich von Siesmayer (1821–1902), war sein Bruder.

## Straßennamen
Es gibt in Deutschland mehrere Straßen, die nach Heinrich Siesmayer, bzw. der Familie Siesmayer benannt sind:
- Siesmayerstraße, Frankfurt am Main: Eine an den Palmengarten und den Grüneburgpark angrenzende Straße im Frankfurter Westend, an deren Ende auch der Biologie-Campus der Johann Wolfgang Goethe-Universität lag, bevor dieser auf den Campus Riedberg umgezogen ist, trägt seinen Namen.
- Siesmayerstraße, Bad Vilbel: Die Fa. Gebr. Siesmayer legte in Bad Vilbel ihre Baumschule, den Elisabethenhain, an
- Siesmayerstraße, Selters im Taunus
- Siesmayerstraße,[6] Karben: In Groß Karben verbrachte Heinrich Siesmayer einige Jahre in seiner Kindheit.

## Werke

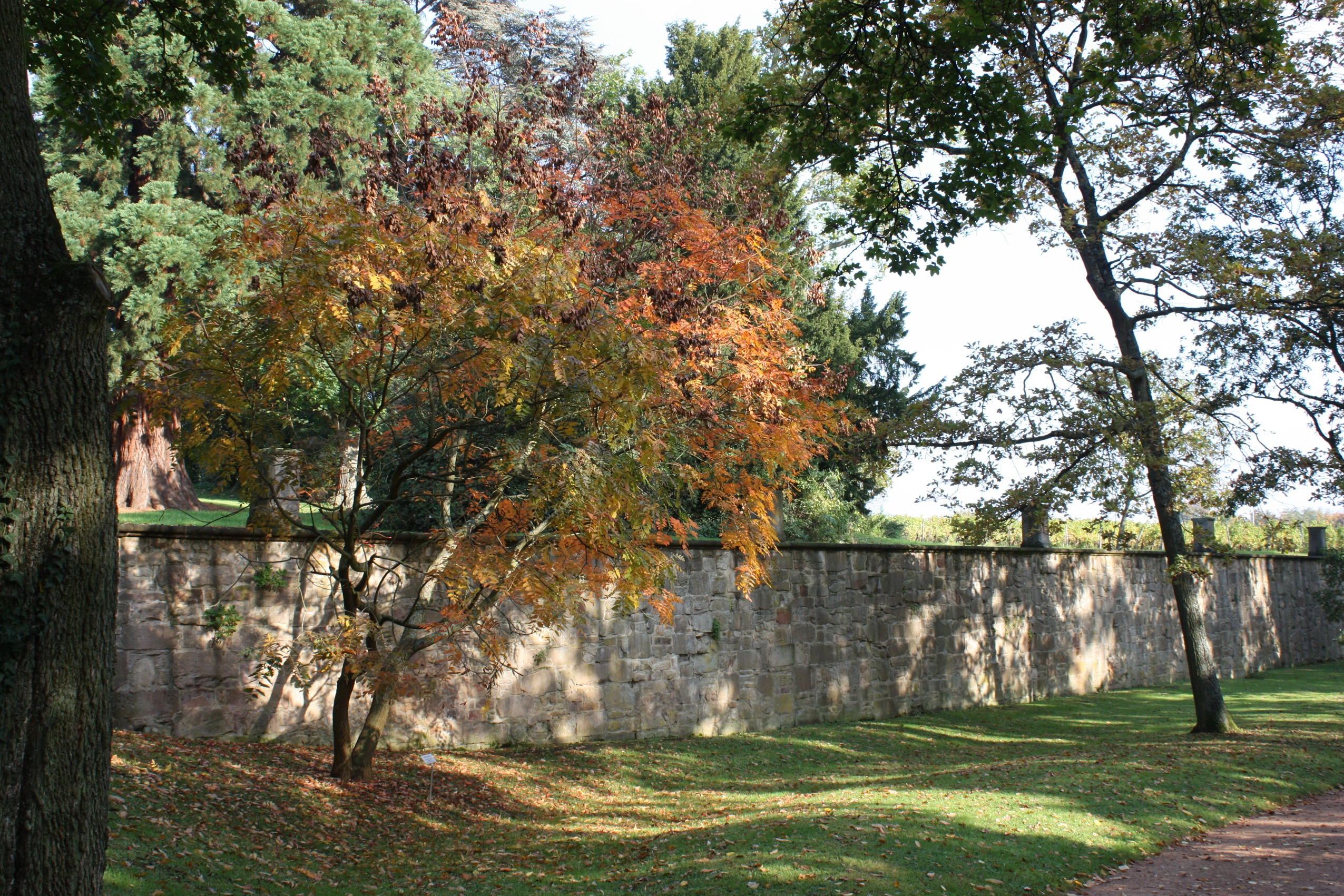
Schloßpark Kirchheimbolanden
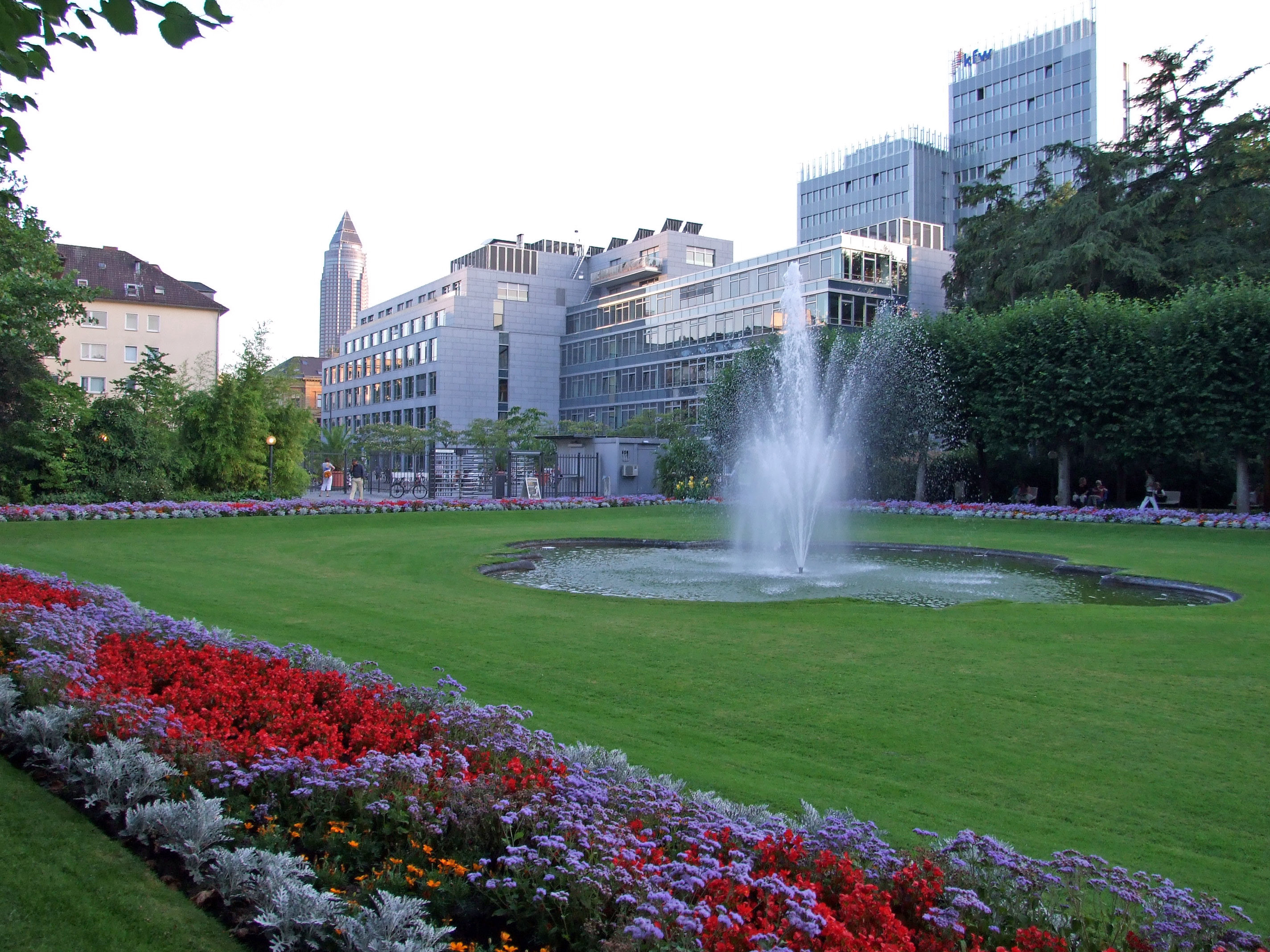
Frankfurter Palmengarten
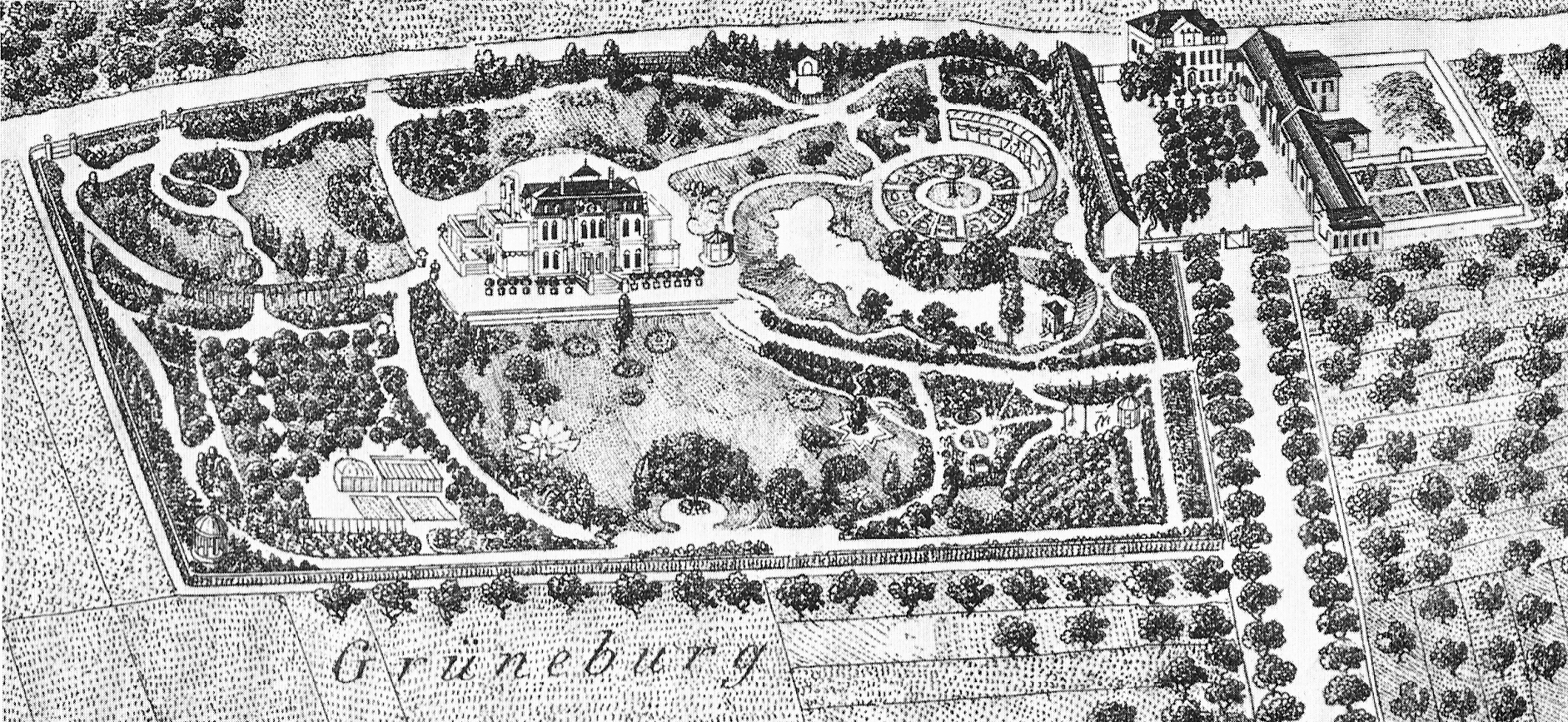
Rothschildschen Grüneburgpark
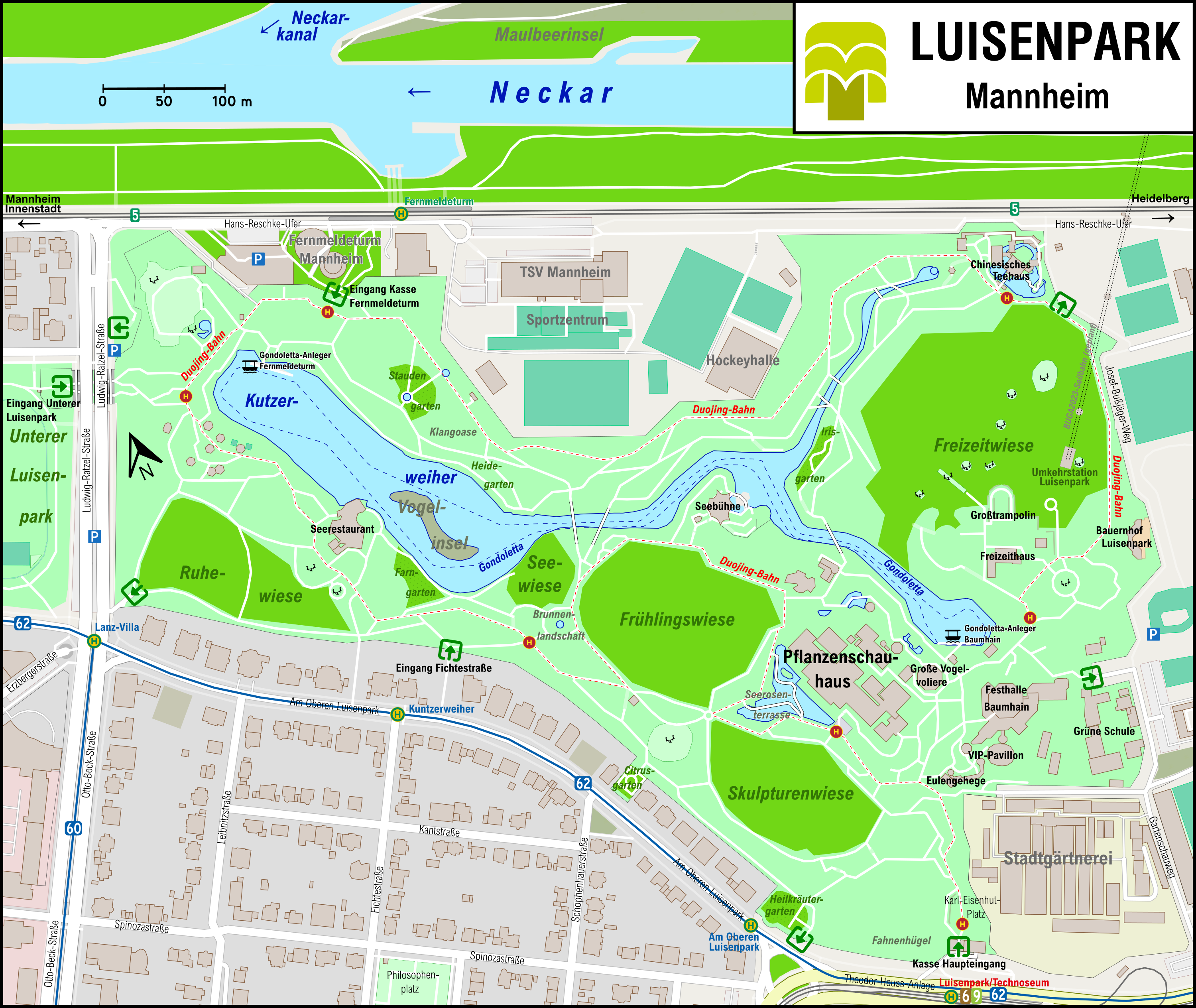
Luisenpark Mannheim
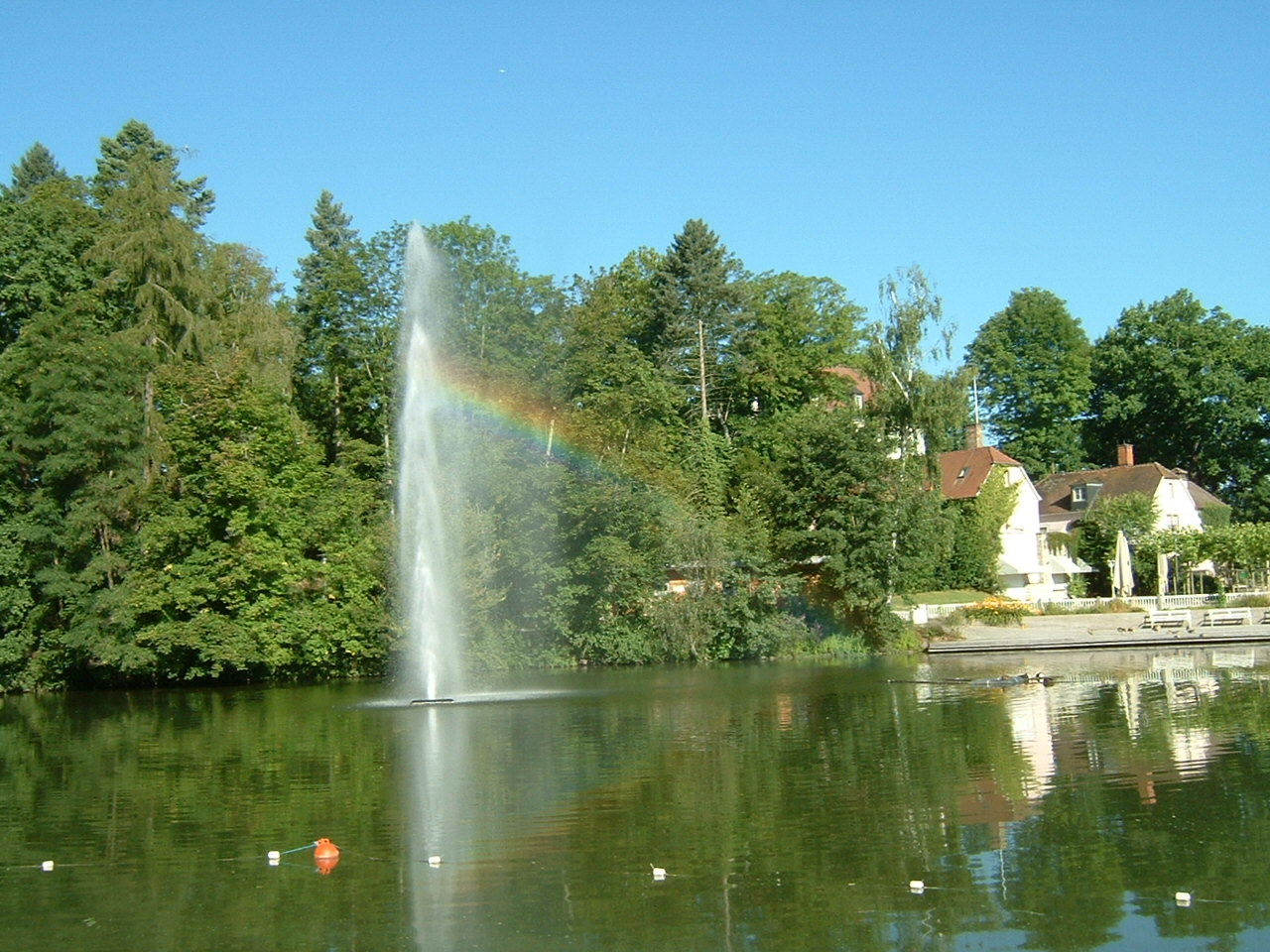
Kurparkanlage Bad Nauheim
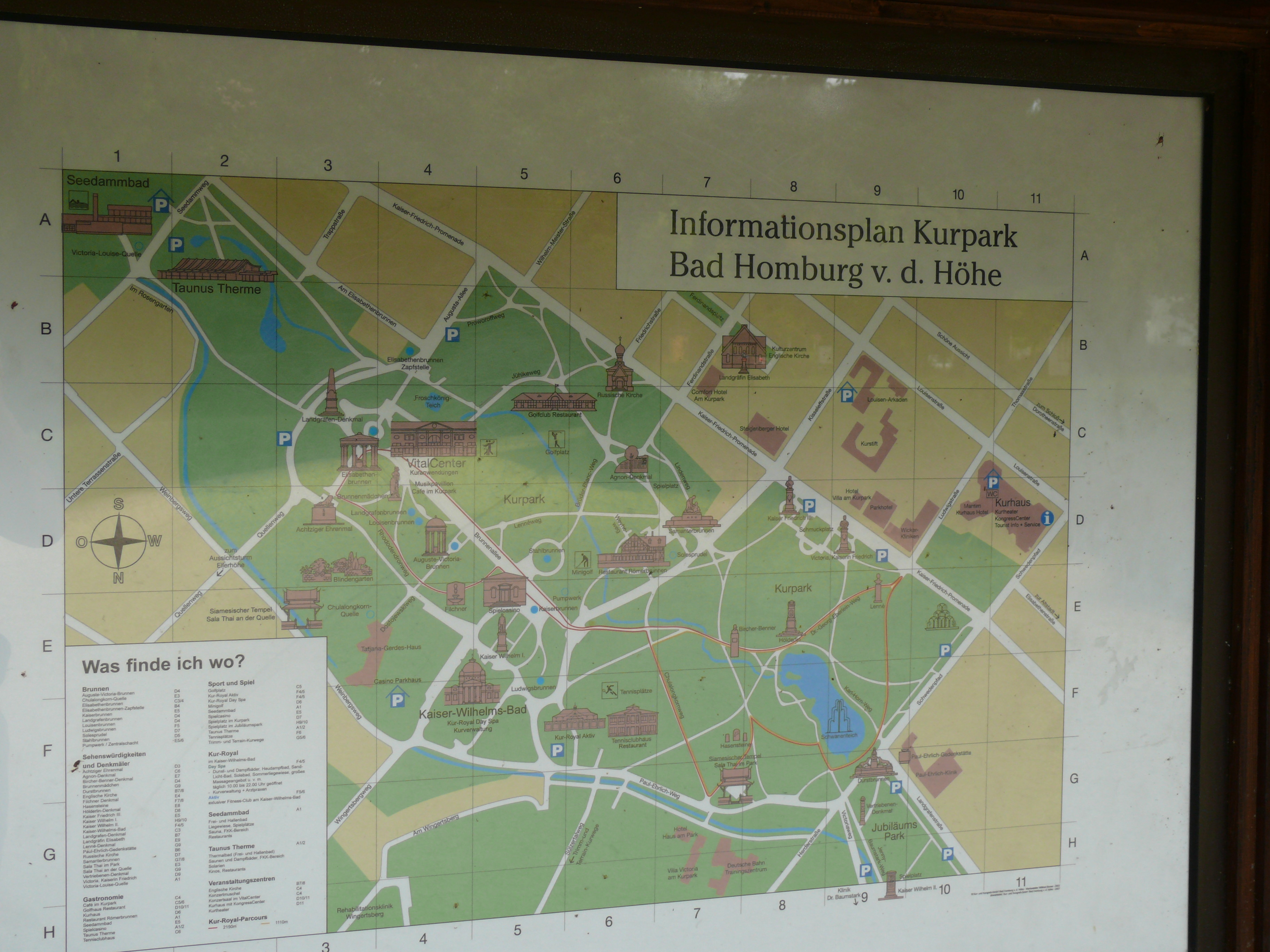
Kurparkanlage Bad Homburg vor der Höhe
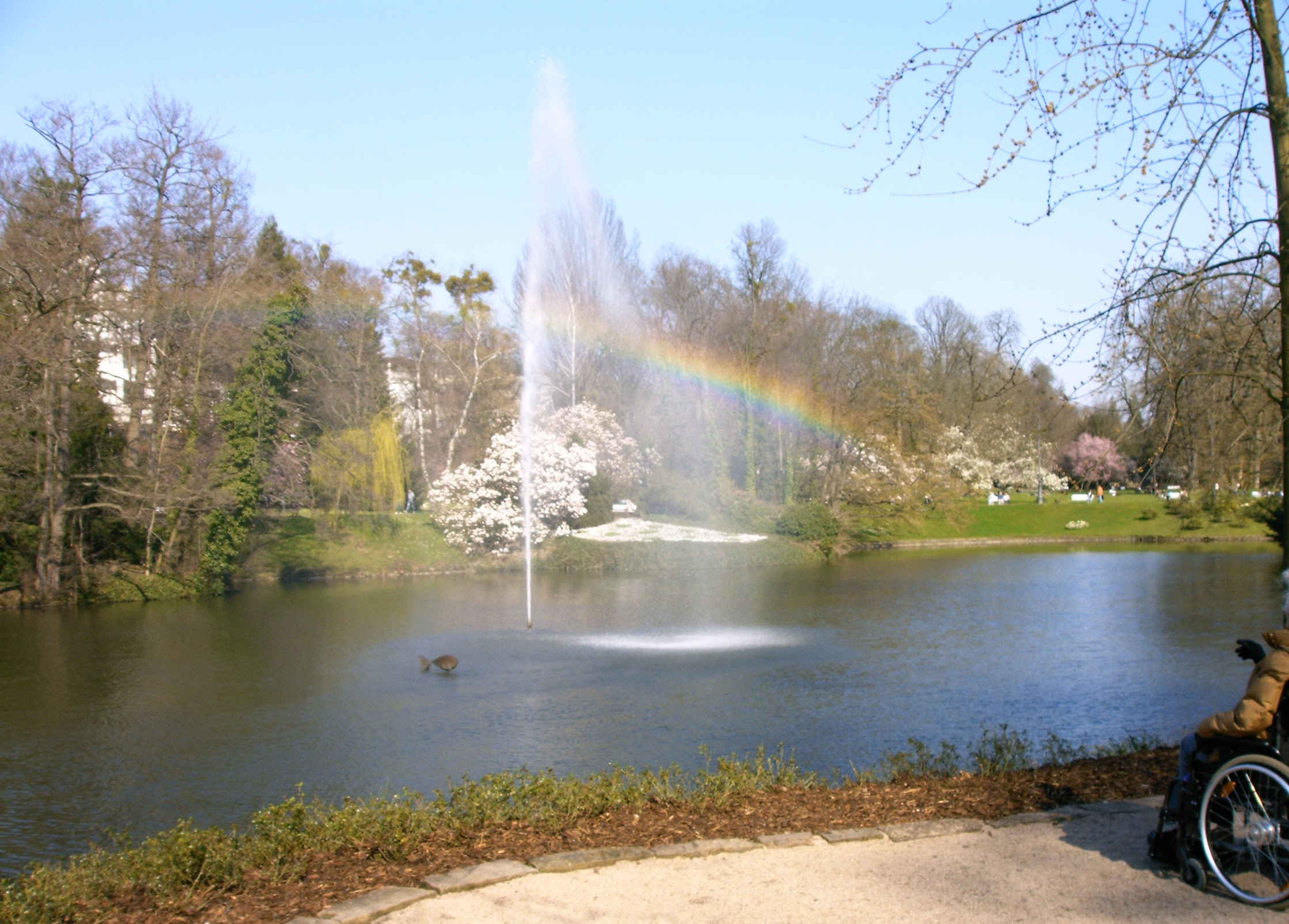
Kurparkanlage Wiesbaden
Park des Kempinski-Hotels in Falkenstein
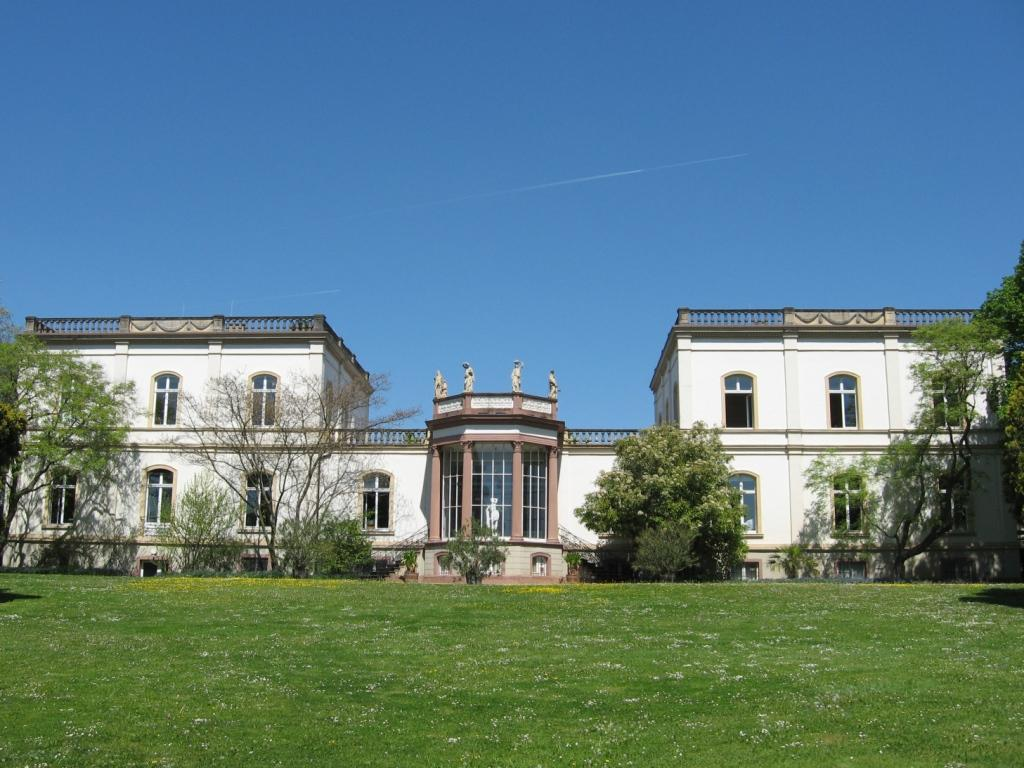
Villa Monrepos der Hochschule Geisenheim mit Parkanlage heute

## Büsten und Skulpturen

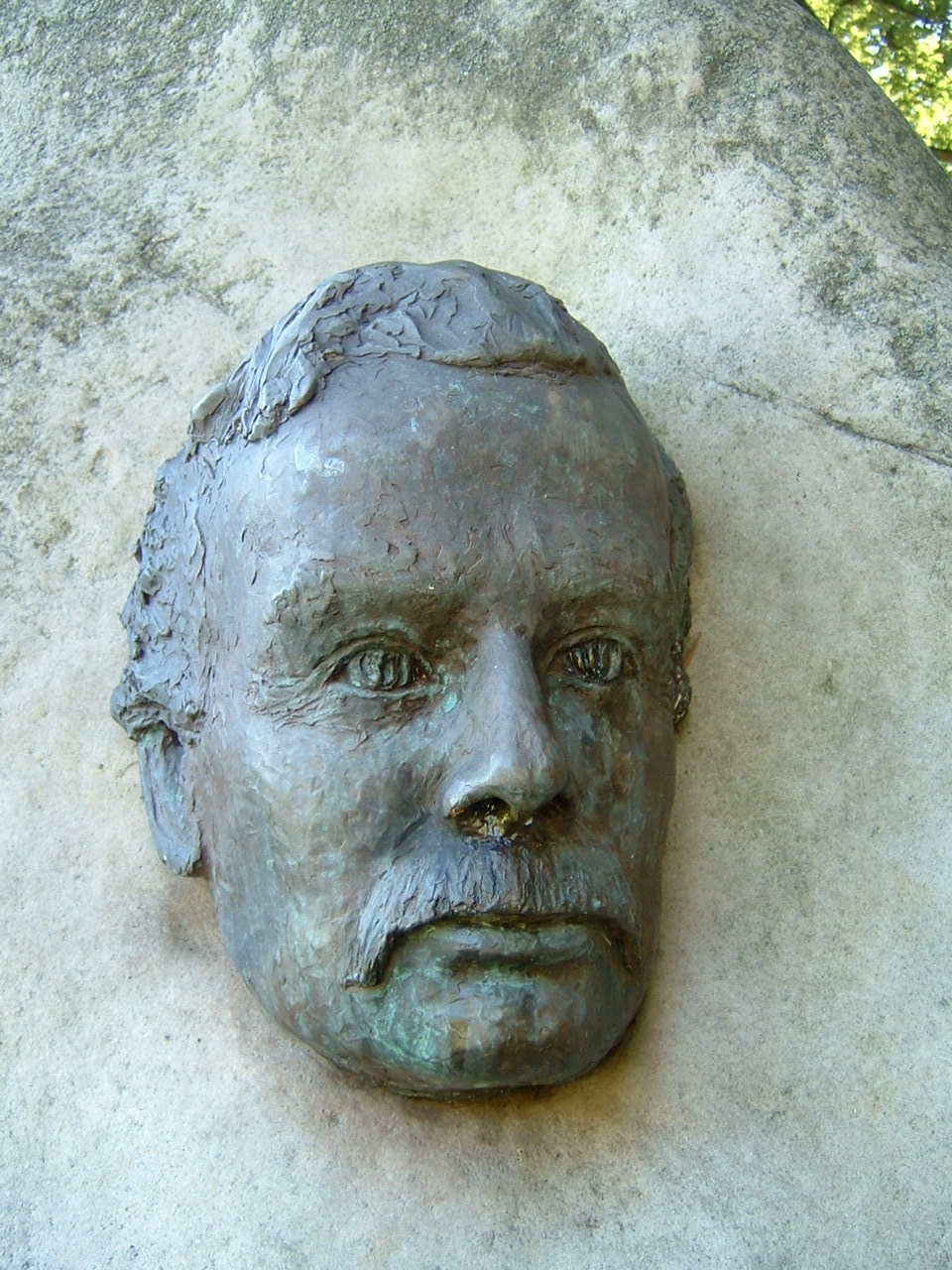
Skulptur in Bad Nauheim
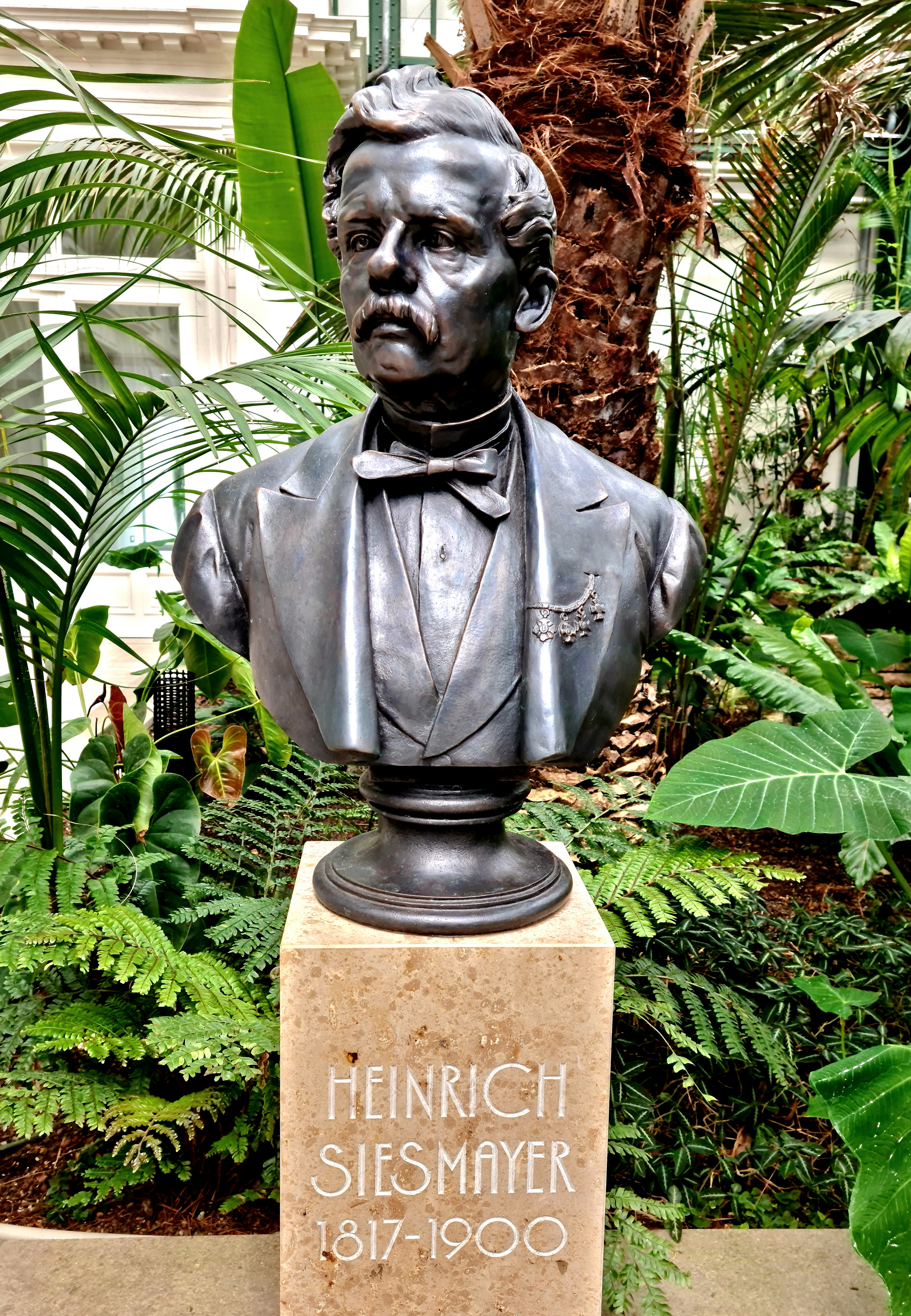
Büste im Palmengarten Frankfurt
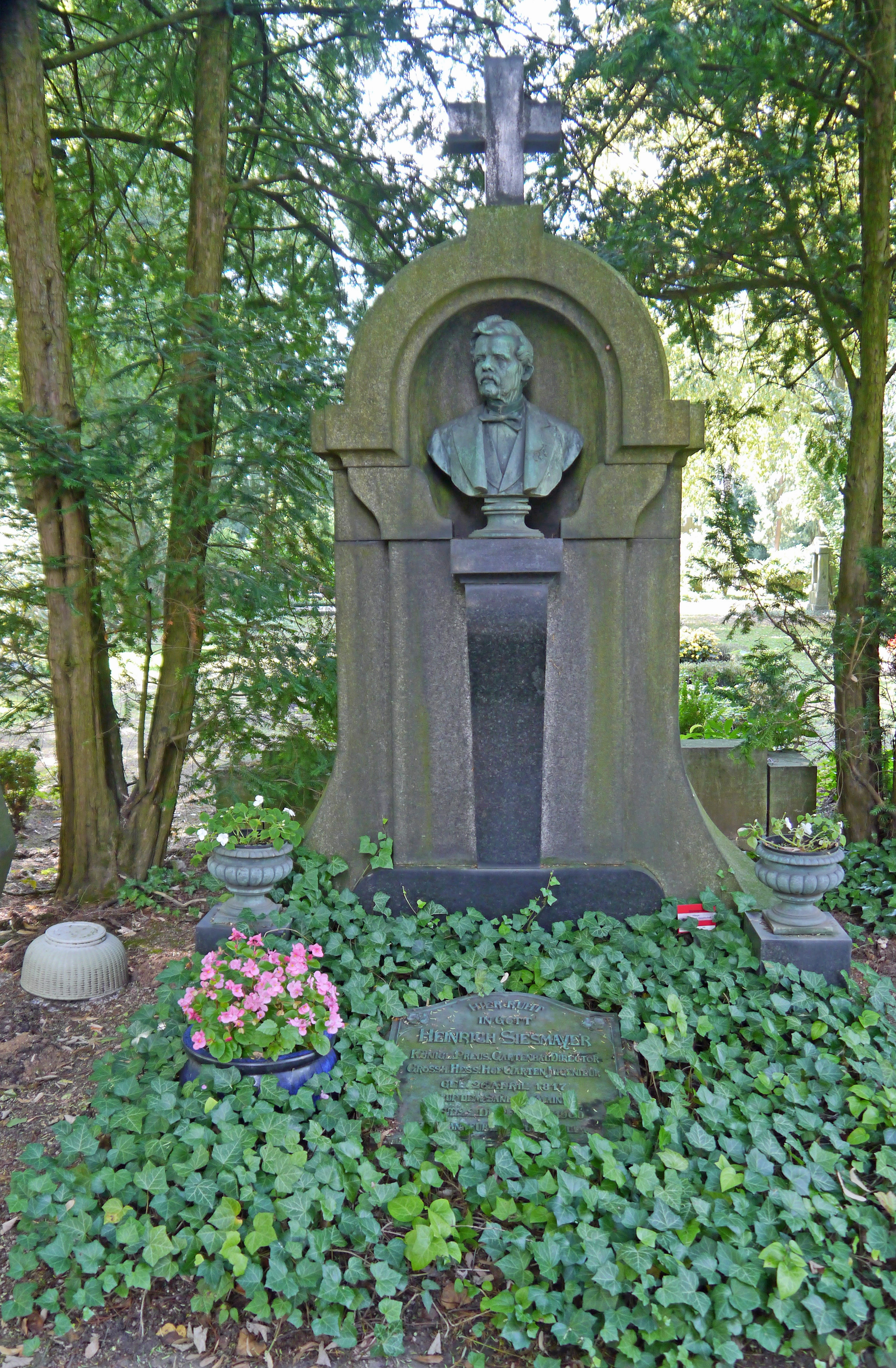
Grabstätte von Heinrich Siesmayer, Neuer Friedhof Bockenheim
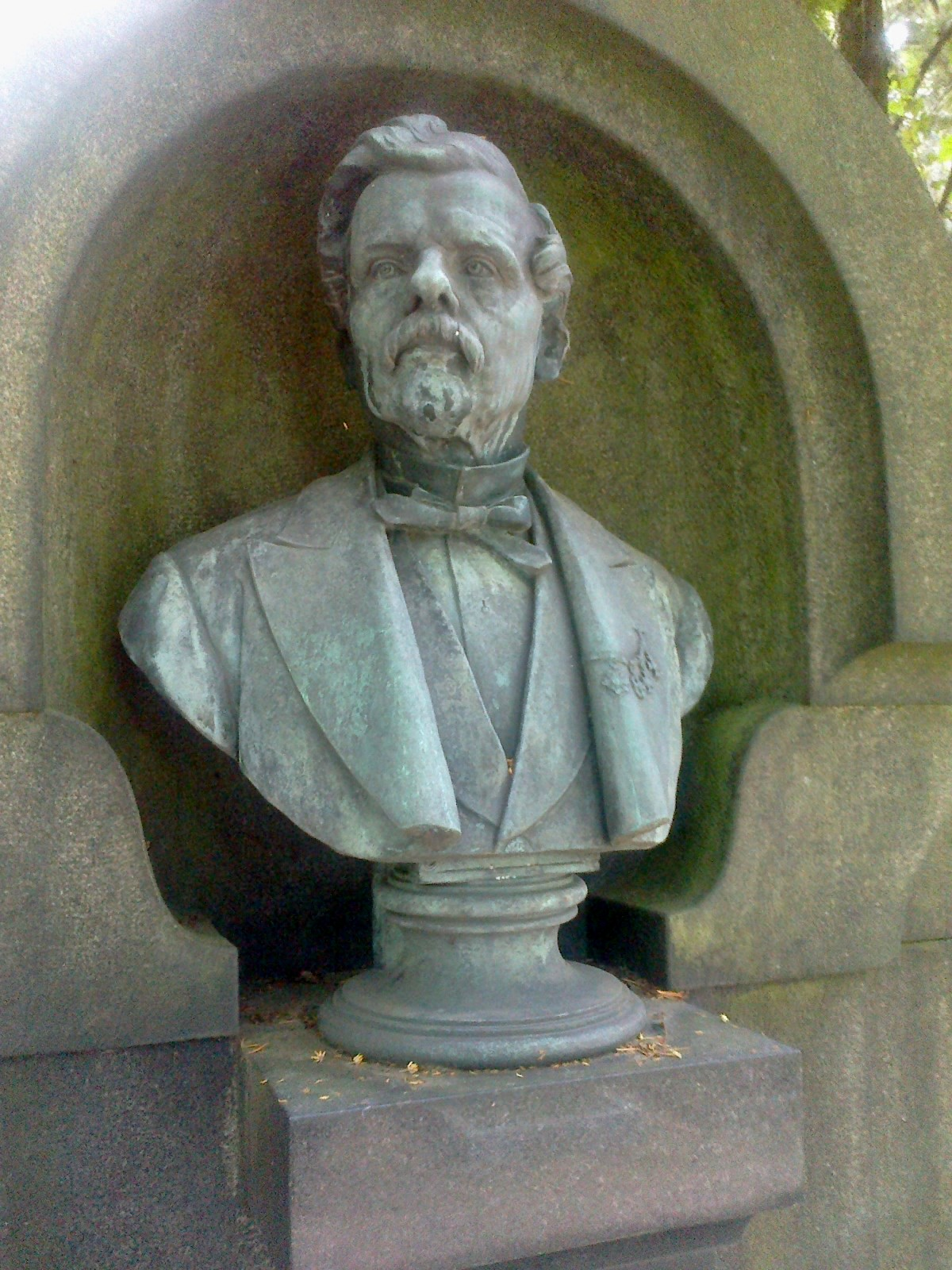
Büste auf seinem Grab
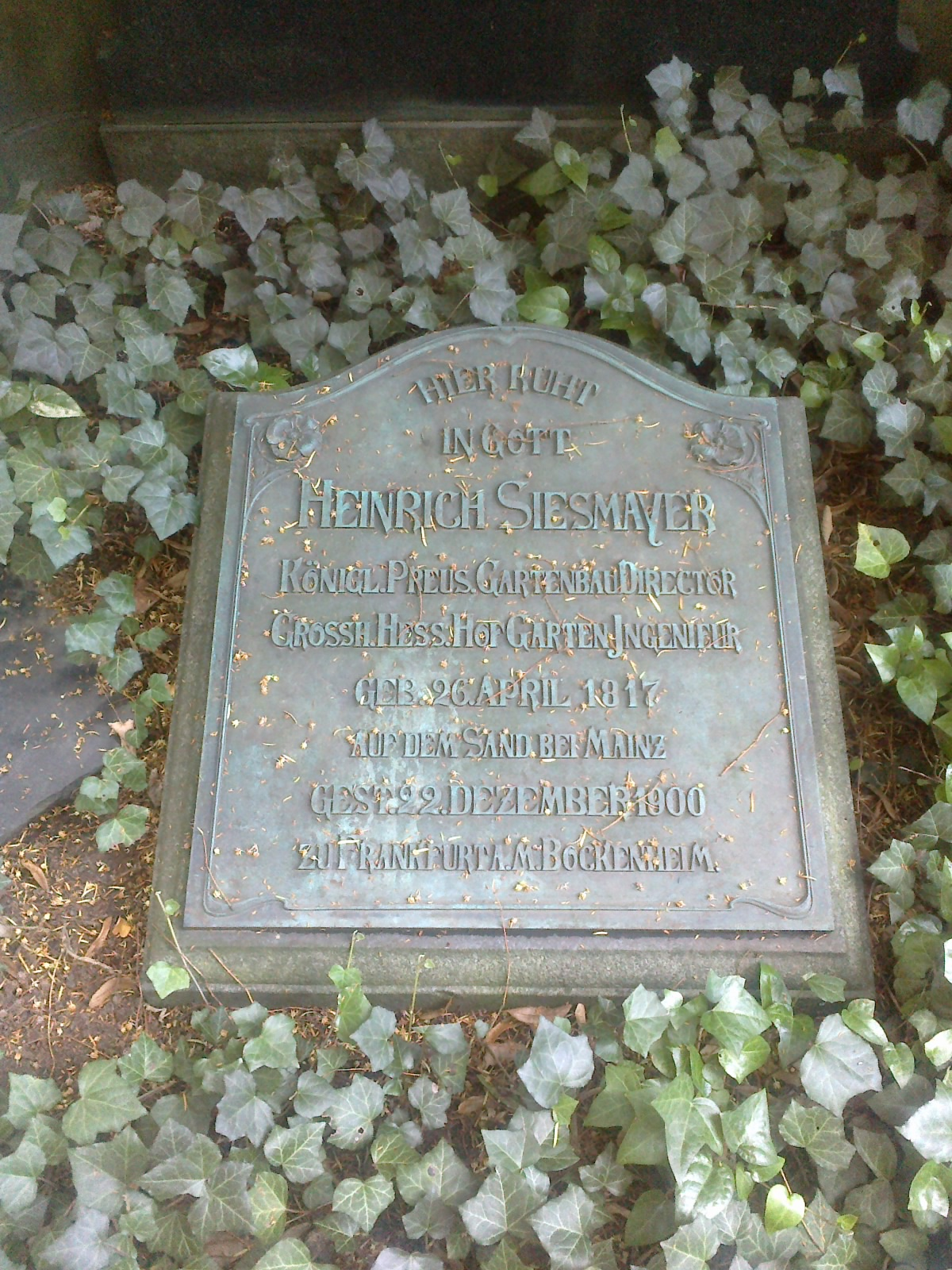
Grabtafel

## Auszeichnungen
- 1871: Ehrenbürgerwürde der Stadt Bad Nauheim
- 1873: Verdienstorden Philipps des Großmütigen, Ritterkreuz I. Klasse
- 1996 (posthum): Widmung der Rose „Heinrich Siesmayer“